# Jarovce
Jarovce (do roku 1947 maďarsky Horváthjárfalu) jsou městská část Bratislavy, nacházející se v okresu Bratislava V, mezi městskými částmi Petržalka a Rusovce. Společně s Rusovci a Čunovem patří k tzv. „zadunajským“ částem města. Je jednou z nejmenších částí a žije v ní přibližně 3 100 obyvatel.

## Historie

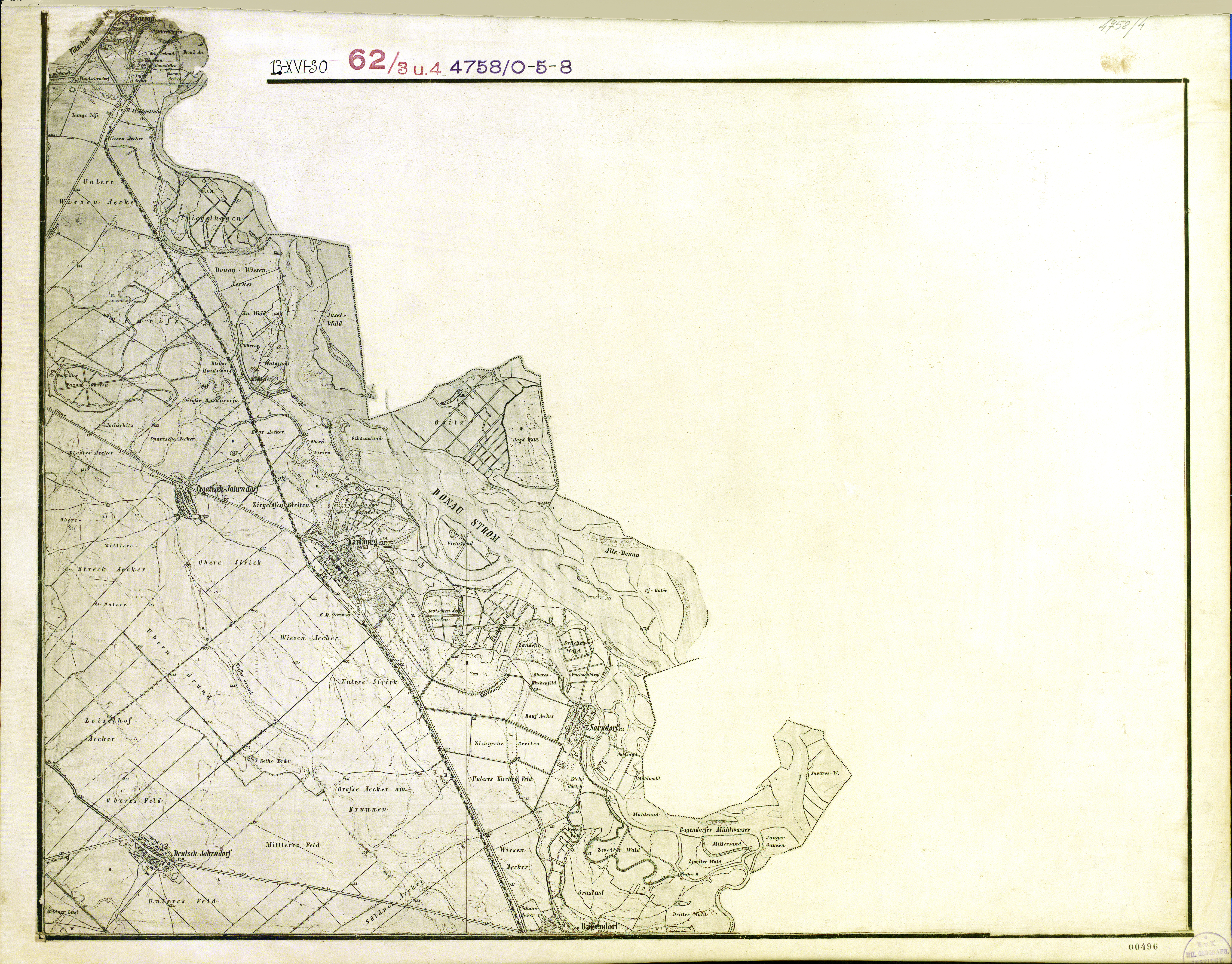
Historická mapa z roku 1873, na které je tehdejší obec zaznačena pod německým jménem Kroatisch Jahrndorf

Území městské části bylo pravděpodobně osídleno již v době antického Říma, čemuž nasvědčuje existence římského tábora Gerulata v sousedních Rusovcích. První písemná zmínka o vesnici, nacházející se na místě dnešních Jarovců, pochází z roku 1208. Obec nesla jméno Ban a v 15. století patrně zanikla, a to následkem morové epidemie v letech 1409–1410 a bojů mezi Matyášem Korvínem a Fridrichem III. o uherský trůn z poloviny 15. století, které probíhaly v okolí obce.
Dnešní podoba Jarovců vznikla v první polovině 16. století. Byla založena chorvatskými obyvateli a její původní název byl „Horváth falu“ („Chorvatská Ves“). Protože byla součástí rakouského panství, dalším jejím používaným pojmenováním byl německý název „Kroatisch Jahrendorf“.
Až do roku 1947 se jednalo o obec, náležející nejprve k Uhersku (tehdy součást Mošonské župy) a od roku 1918 k Maďarsku, nicméně roku 1947 (15. října) byla na základě pařížské mírové smlouvy připojena k Československu, kde byla administrativně zařazena do okresu Bratislava-venkov. Od školního roku 1948/1949 zde funguje mateřská škola.
V roce 1972 (1. ledna) se obec stala bratislavskou městskou částí, a v roce 1975 byla zahájena stavba budovy základní školy, která funguje od školního roku 1981/1982. V roce 2004 byly obě školy sloučeny do jednoho právního subjektu.

### Projekt Metropolis
V roce 2009 byl ohlášen investiční záměr výstavby rozsáhlého komplexu Metropolis mezi Jarovcemi a Petržalkou, který by zahrnoval například kasino, hotely nebo akvapark a měl se rozprostírat na ploše třiceti hektarů. Celková hodnota investice měla dosáhnout 1,5 miliardy eur a v komplexu mělo pracovat kolem 9 000 zaměstnanců. Později byl do projektu zapracován navíc stadion.
Po oznámení projektu se objevily protesty veřejnosti a byla zorganizována petice, kterou podepsalo přes 125 000 občanů. Později své nesouhlasné stanovisko deklarovaly městské části Jarovce, Petržalka a také samospráva hlavního města. Pak byl záměr neúspěšně přesunut do sousedního Maďarska.

## Přírodní poměry
Celý katastr městské části je součástí Podunajské roviny, jihozápadní části Podunajské nížiny, která se v těchto místech rozprostírá v nadmořské výšce 130–140 metrů. Nachází se tu úrodná půda, na které se pěstuje zejména ovoce. V kastrálním území leží také chráněný areál [[Jarovská bažantnica]|Jarovská bažantnice]].

## Obyvatelstvo
V městské části v poslední době poměrně rychle roste počet obyvatel, mezi lety 2005–2012 došlo k nárůstu o téměř 40 procent. Protože v současnosti probíhá výstavba projektu Jižní město mezi Jarovci a Petržalkou, který se bude rozprostírat i v katastrálním území Jarovců, v budoucnosti dojde k dalšímu nárůstu počtu obyvatel, který může v roce 2030 dosáhnout 12 500 lidí.
Kromě významné chorvatské populace zde žije necelých deset procent maďarského obyvatelstva. K dalším národnostem (například české nebo německé) se přihlásilo pouze několik málo jednotlivců.
K chorvatské národnosti hlásí kolem 15 procent občanů a podíl obyvatelů ovládajících chorvatštinu může podle některých informací dosahovat až 70 procent.

## Doprava

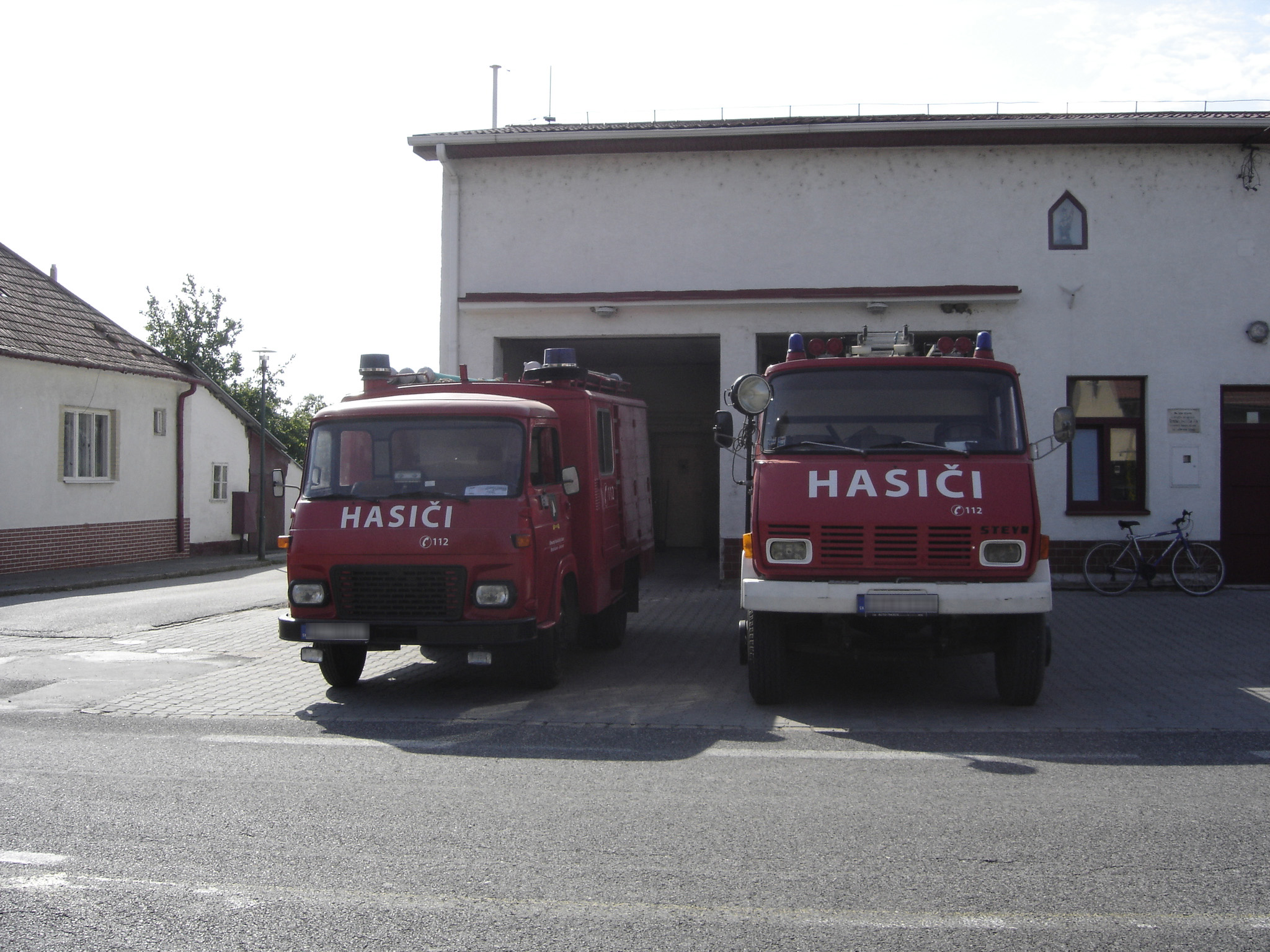
Technika sboru dobrovolných hasičů

Do části jezdí v rámci bratislavské autobusové dopravy linky č. 91 a 191. Dále přes ni prochází linka č. 801, která jezdí z centra Bratislavy do maďarské obce Rajka.
V malé vzdálenosti od obce je vybudována slovenská dálnice D2. I když je tato komunikace už téměř čtvrt století v provozu, není dosud[kdy?] kolaudována a je otevřena na základě povolení k předčasnému užívání, vydaného slovenským ministerstvem dopravy někdy kolem roku 1990. Kolem dálnice nejsou vybudovány protihlukové bariéry, což má za následek zvýšenou hladinu hluku v intravilánu obce. Tento problém trvá dlouhá léta a v roce 2012 obyvatelé sepsali petici za dostavbu chybějících stěn. Od roku 2011 (od 1. června) není pro motorová vozidla do 3,5 tuny používání dálnice v úseku mezi Jarovci a centrem města zpoplatněno.
V současnosti se na území městské části připravuje výstavba prvního úseku dálnice D4 (pracovní pojmenování úseku je D4 Jarovce-Ivanka pri Dunaji), která má propojit existující dálnice D1 a D2. Projekt se začal připravovat ještě v roce 2008. Celková délka dálničního úseku, který má procházet katastrem Jarovců, je 23 kilometrů a náklady na jeho výstavbu jsou odhadovány přibližně na 700 milionů eur. S budováním se původně mělo začít v roce 2011, nicméně aktuálně se začátek výstavby odhaduje na roky 2014 nebo 2015.

## Služby
Nachází se zde základní škola, mateřská škola, knihovna a hřbitov. Působí zde fotbalový klub, amatérský pěvecký sbor a sbor dobrovolných hasičů, který byl založen ještě v 19. století.
Starostou městské části je Pavel Škodler, který byl ve volbách nezávislým kandidátem a starostou byl rovněž v předchozím volebním období.[kdy?]

## Pamětihodnosti

### Národní kulturní památky

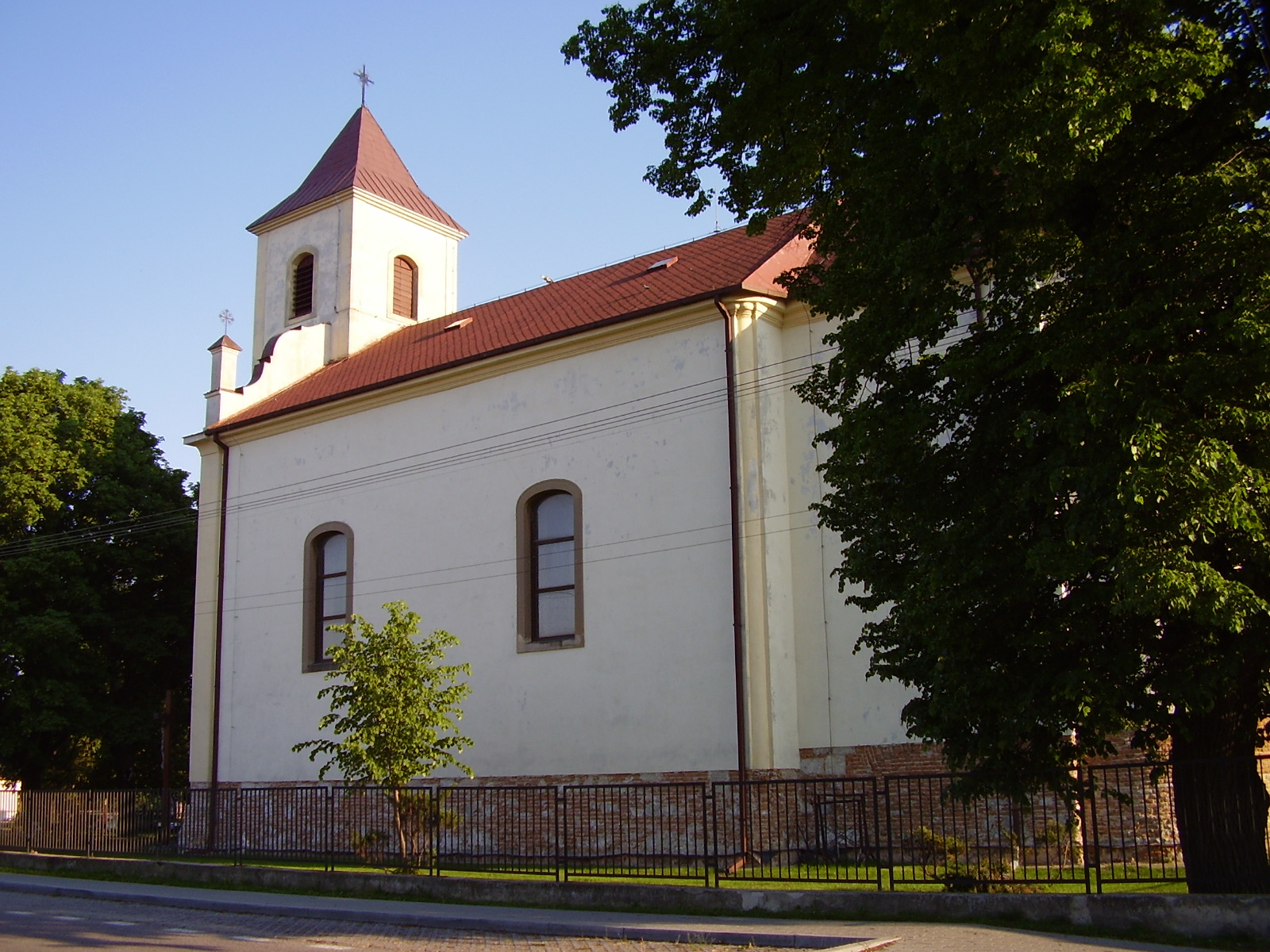
Kostel svatého Mikuláše

V městské části se nacházejí dvě národní kulturní památky:
- Kostel svatého Mikuláše: Pozdně barokní kostel byl dokončen v roce 1765.[p 3] Existují dvě různá vysvětlení jeho vzniku, podle první jej postavili samotní vesničané, podle další jej vystavěl hrabě Mikuláš Eszterházy z rodu Esterházy na podnět hraběte Zichyho. V roce 1884 ke kostelu přistavěli věž,[34] kterou ale na konci druhé světové války zničila ustupující německá armáda. V letech 1970–1972 probíhala rekonstrukce kostela,[34] při které byla také znovu vybudována věž a byly do ní umístěny dva zvony. V roce 1992 byl v blízkosti kostela vybudován památník občanům padlým v první a druhé světové válce. Objekt je nyní ve vlastnictví církve.[34][33]
- Bažantnice: Byla vybudována v 18. století[33] a lovil v ní například Josef II.[35] Má polygonální tvar[33] a její součástí je kamenný most s kamenným a cihlovým obloukem.[35]

Kromě národních kulturních památek se zde nacházejí další čtyři pamětihodnosti:
- Socha Piety: Nachází se na cestě mezi Jarovcemi a Rusovci. Podle lidové tradice stojí na místě bývalé šibenice.[37] Stylově jí lze zařadit k lidovému baroku.[37]
- Socha svatého Floriána: Nachází se v areálu Kostela sv. Mikuláše. Má podobu murovaného sloupu a pochází z počátku 20. století.[38]
- Středověká kostnice: Nachází se na jaroveckém hřbitově. Sloužila na uchovávání kostí až do 15.–16. století.[39] Dnes je překryta dlažbou.
- Budova římskokatolické fary: Vznikla pravděpodobně v 18. století a patří mezi nejstarší objekty obce.[40]

### Chorvatská tradice
Jarovce patří k územím, které v důsledku expanze Osmanské říše v 16. století kolonizovala chorvatská menšina, přičemž její kulturní vliv je patrný až dodnes. I když chorvatské obyvatelstvo v minulosti představovalo významný podíl i v dalších oblastech Slovenska (zejména obec Chorvátsky Grob a další bratislavské městské části, Čunovo a Devínska Nová Ves), právě v zadunajských částech Bratislavy jsou pozůstatky chorvatštiny nejvýraznější a v Jarovcích se tento jazyk vyučoval až do roku 1947.
V obci lze dnes najít chorvatské kulturní projevy v písemné formě, například na kostelních zdech nebo epitafech. V místním kostele se slouží chorvatské mše a od roku 1991 zde působí Klub mladých Chorvatů, který je součástí celonárodního Chorvátského kulturního svazu na Slovensku.

## Galerie

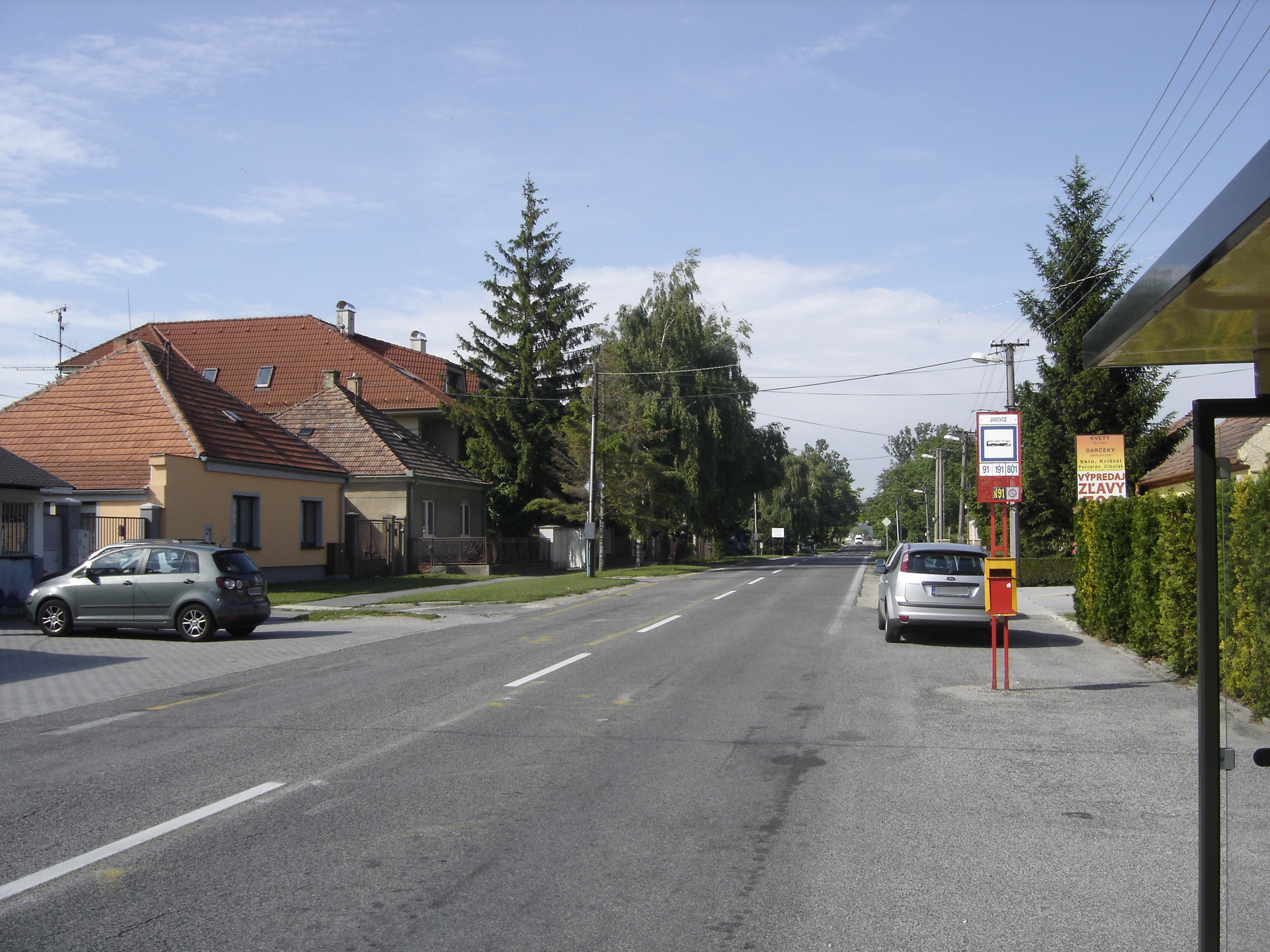
Jantárová ulice
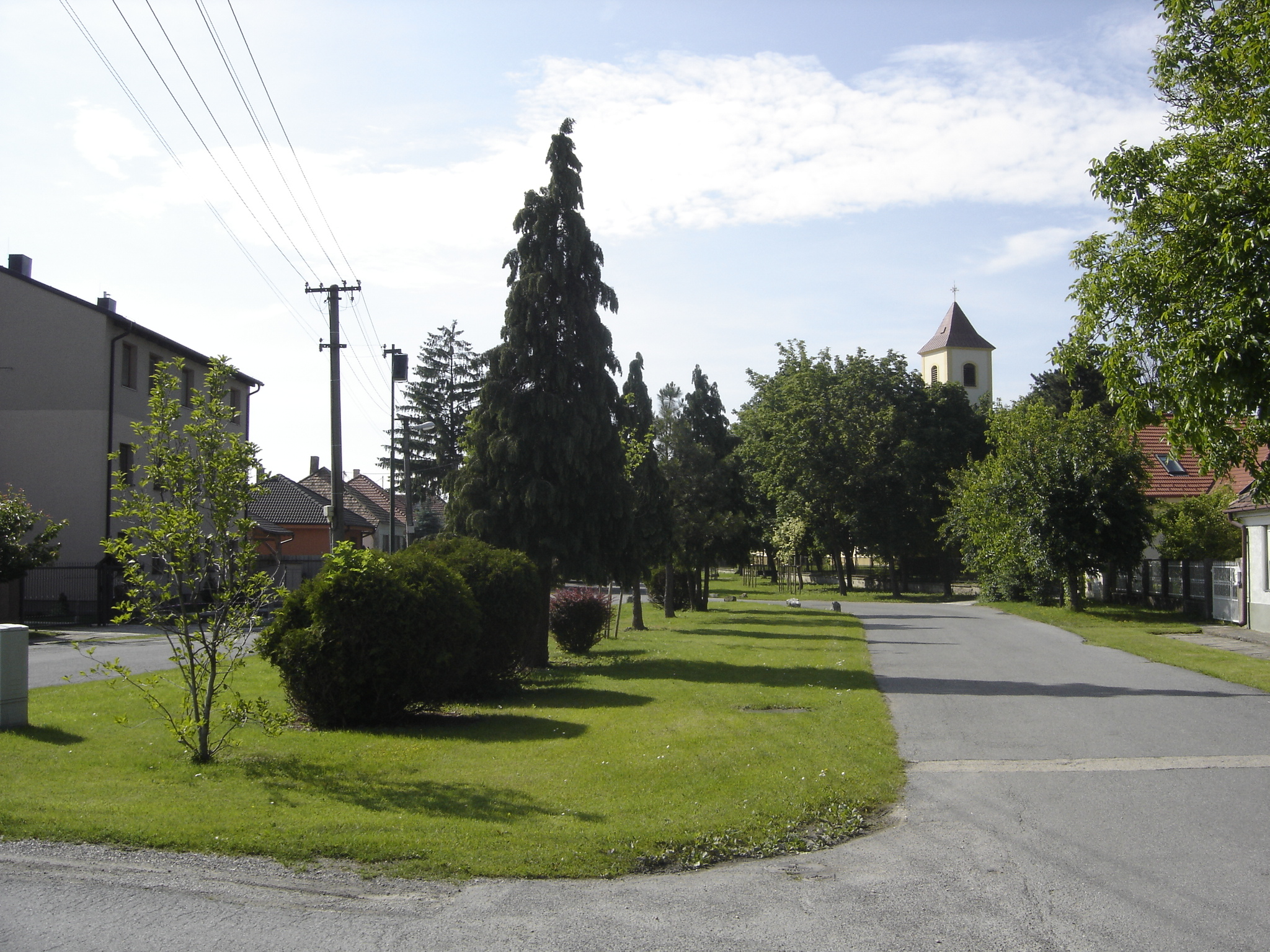
Mandlová ulice
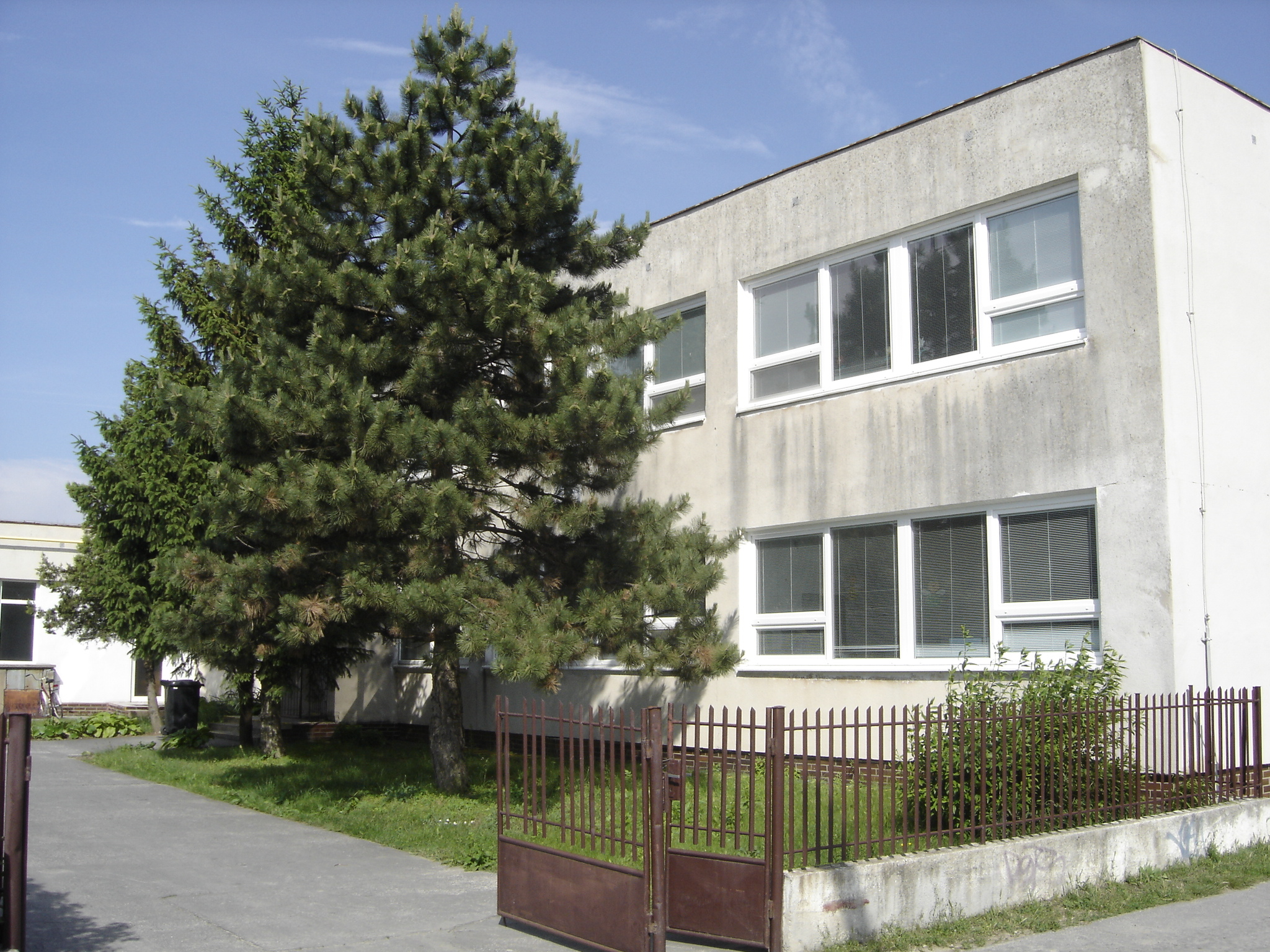
Mateřská škola
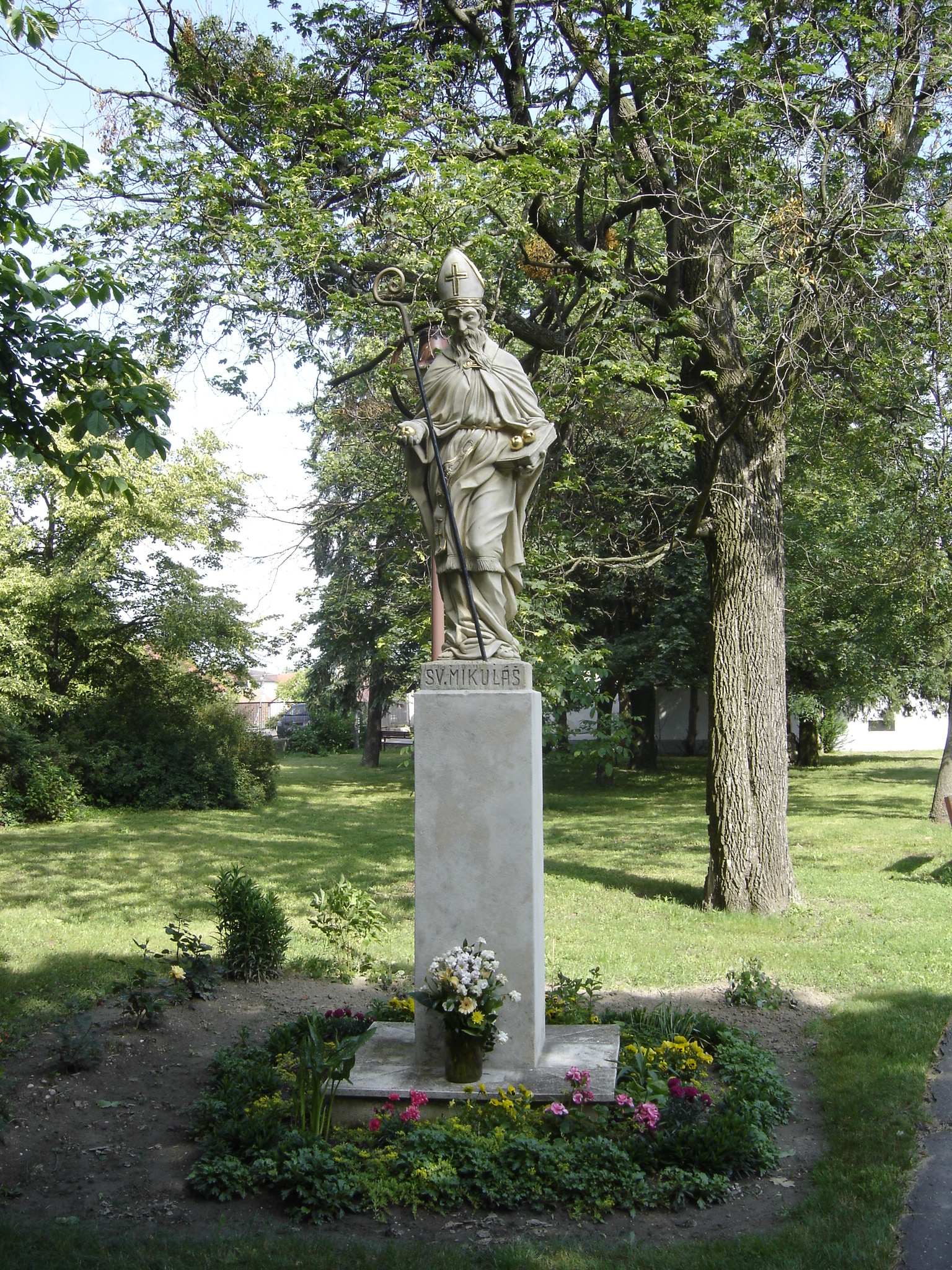
Socha sv. Mikuláše
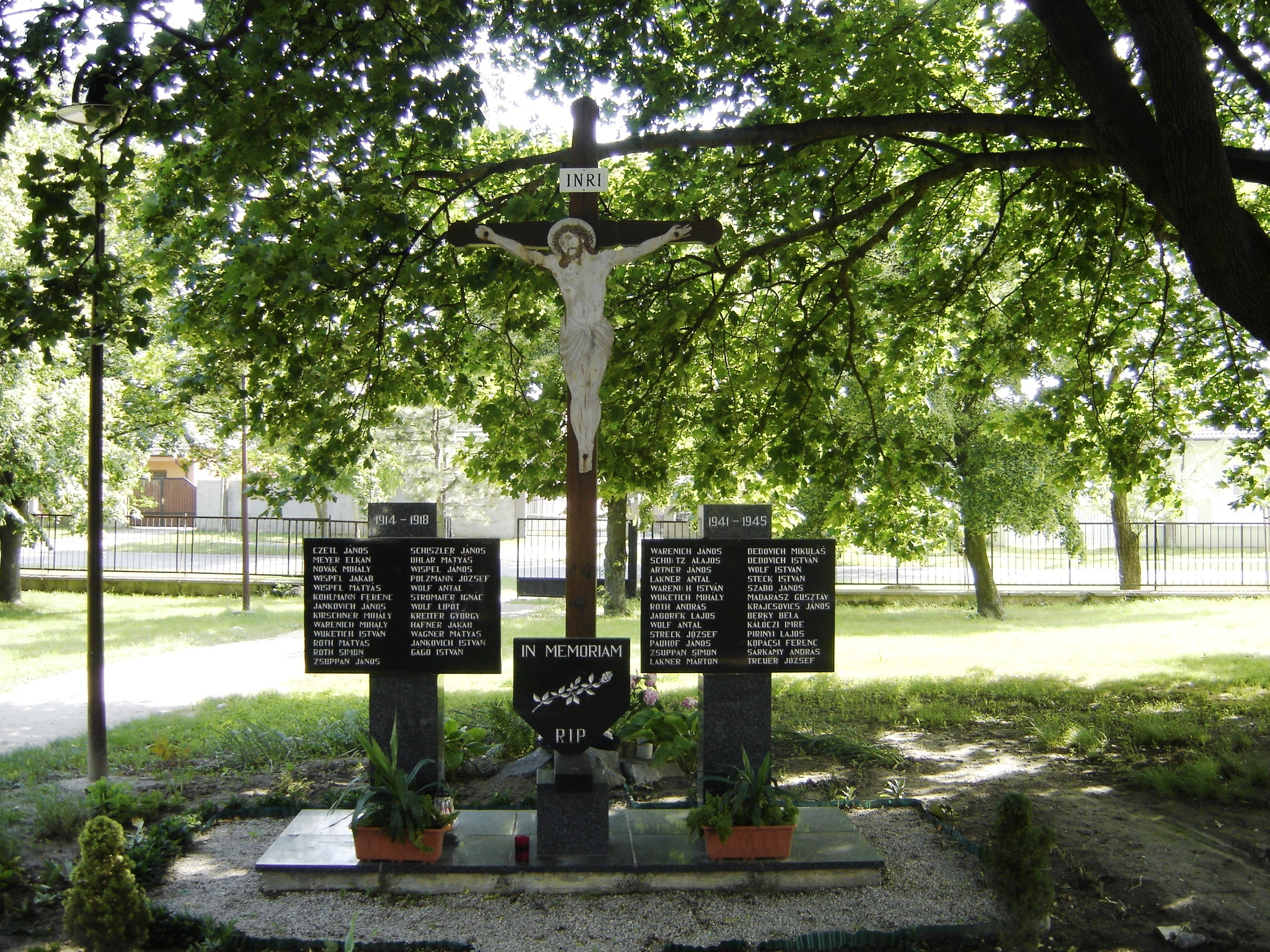
Památník občanům padlým v obou světových válkách
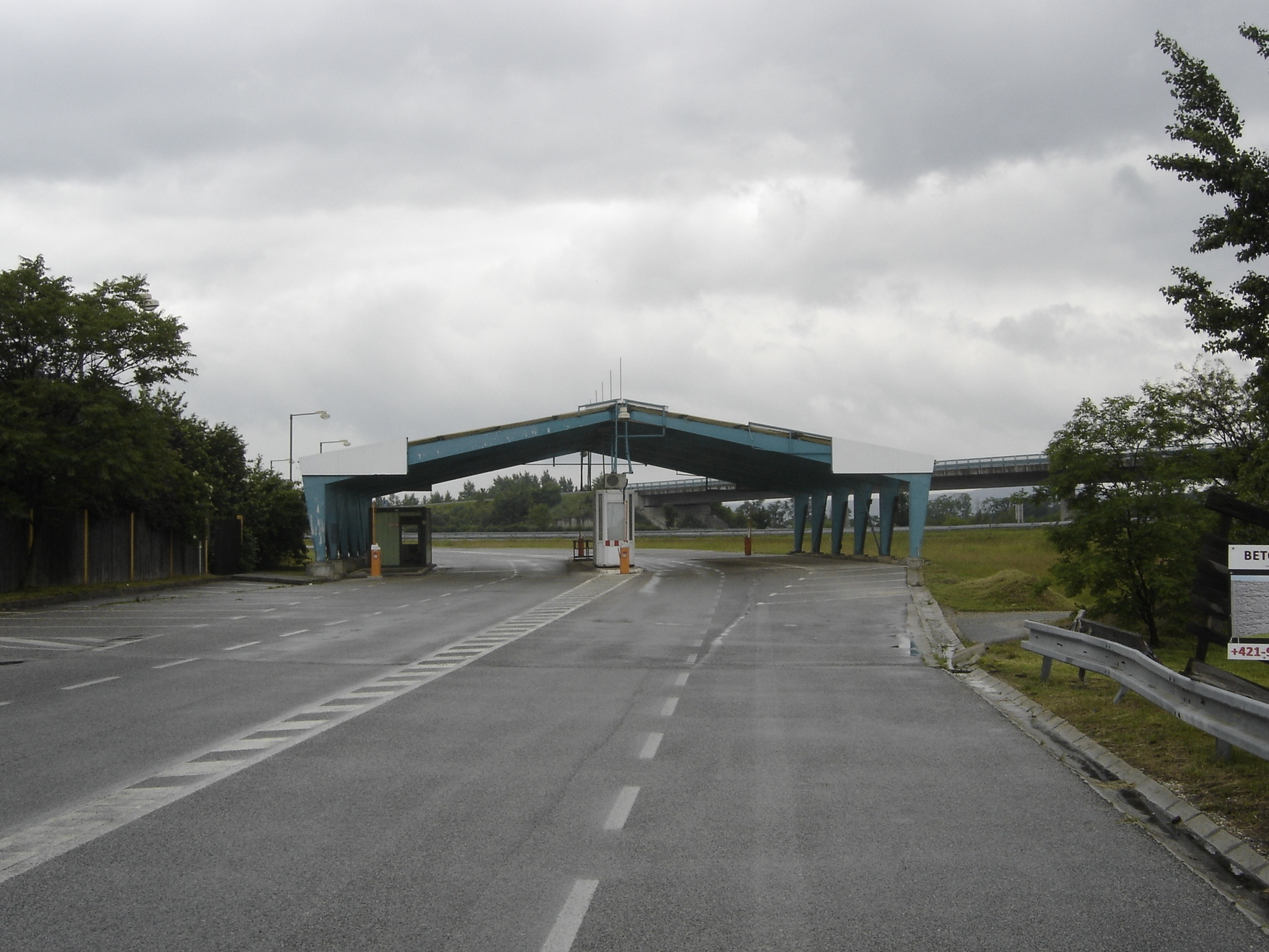
Bývalý hraniční přechod Jarovce-Kitsee